# Aprilia RS 457
Die Aprilia RS 457 ist ein Motorradmodell des italienischen Herstellers Aprilia. Die RS 457 ist ein Teil von Aprilias Supersport-Reihe und gliedert sich zwischen der RS 125 (4-Takt) und der RS 660 ein; an oberster Stelle steht die RSV4 1100.

## Geschichte
Die im September 2023 von Aprilia angekündigte RS 457 wird seit Dezember 2023 von Piaggio in Indien gebaut.

## Technische Daten
Das Motorrad hat einen vollständig neu entwickelten, flüssigkeitsgekühlten Reihen-Zweizylindermotor mit zwei obenliegenden Nockenwellen. Der Hubzapfenversatz an der Kurbelwelle beträgt 270°. Der Motor hat einen Hubraum von 457 cm³, die sich aus 69 mm Bohrung und 61,1 mm Hub ergeben. Seine maximale Leistung von 35 kW (48 PS) erreicht er bei 9400 Umdrehungen pro Minute, während das maximale Drehmoment von 43 Nm bei 6700/min anliegt; 80 % des Drehmomentes sind schon bei 3000/min verfügbar.
Die Antriebskraft wird über eine Mehrscheibenkupplung im Ölbad (Antihopping), ein Sechsganggetriebe und eine Kette an das Hinterrad übertragen.
Die Bremsanlage stammt von ByBre (Brembo-Tochter) und besteht aus einer schwimmend gelagerten Einzelscheibe mit 320 mm Durchmesser vorn und einer Einzelscheibe mit 220 mm hinten.

## Fahrgestell
Die Aprilia RS 457 verfügt über einen Aluminium-Brückenrahmen mit Motor als tragendes Element. Das Hinterrad ist in einer Stahl-Zweiarmschwinge gefasst und wird über ein Monofederbein gedämpft. An der Front sitzt eine Upside-Down-Teleskopgabel mit einem Rohrdurchmesser von 41 mm, beide Federelemente sind in der Federvorspannung einstellbar. Die Reifendimensionen sind 110/70 R17 auf einer 3,00×17-Aluminiumfelge vorn und 150/60 R17 auf einer 4,50×17-Felge hinten. Über der Gabelbrücke ist ein Stummellenker montiert.

## Elektronik und Ausstattung
Die Sportlichkeit des Motorrads ist äußerlich an der vorderen Verkleidung zu erkennen. Sie umschließt das Cockpit, das ein 5-Zoll-TFT-Farbdisplay enthält. Drei Fahrmodi können gewählt werden: Sport, Rain und Eco.
Das Bremssystem wird durch ein einstellbares Bosch-Zweikanal-ABS und eine justierbare Traktionskontrolle unterstützt.
Im Zubehör ist ein Quickshifter mit Blipper-Funktion erhältlich, der das kupplungslose Schalten ermöglicht.